# A Debreceni Református Kollégium Diáktársadalma (Coetus)
A Debreceni Református Kollégium diákéletét a kezdetektől meghatározták a diáktársadalom szerveződései és kezdeményezései. A diákönkormányzat jelleggel működő Coetus iskolai törvényszéket működtetett, intézményeket hozott létre, követte a diákok hitéletét és tartotta a kapcsolatot a Kollégium fenntartójával. Mindezek mellett ténykedett a Kollégium falain kívül is, mint az 1739-es járvány idején, ami októberben 3493 embernek okozta a halálát, „jó életű, példás viseletű, ifjú prédikátorok látogatták, vigasztalták és imádkoztatták” a betegeket.

## A Coetus előzménye
A 16. században a Debreceni Kollégium számára a wittenbergi egyetem jelentette a mintát. Az itt működő középkori alapítású főiskolát 1502-ben III. (Bölcs) Frigyes szász választófejedelem emelte egyetemi rangra. A reformáció századában nagyszámú magyar diák tanult itt, és a reformáció elterjedése után a magyar peregrinusok által hazahozott (inkább Zwingli és Kálvin) nézeteket fogadták el Magyarországon. A wittenbergi egyetem diákjaik középkori szokás szerint nemzetenként kisebb diáktársaságokba, bursákba tömörültek. A wittenbergi magyar bursa igen korán megalakult, a Kollégiumban őrzött anyakönyvük (Matricula coetus ungarici in nacademia wittenbergensi collecti ab anno Christi 1522–1608.) az 1522-es évet nevezi meg kezdőévül. A társaság itt már Coetusnak nevezi magát, s évszázadokon keresztül ezzel a névvel illeti majd önmagát az önmagát igazgató debreceni diáktársadalom (a latin coetus szó jelentése: gyülekezet, társaság, csoportosulás). A wittenbergi Coetusnak saját pénztára, hitvallása és eskümintája volt, s a közösség lelki vezetésére, szellemi és anyagi ügyeinek intézésére tagjai 1555-től széniort választottak maguk közül. Az új tagok a széniorral való kézfogással és a törvények aláírásával kötelezték el magukat a Coetus szigorú erkölcsi és hitvallási rendje mellett.
A század utolsó harmadában a wittenbergi magyar diákközösség élete kezdett elhalni, mivel az egyetem megmerevedett a lutheránus szellemben, és ez taszította a magyar diákokat, akik a kilencvenes évektől kezdve szívesebben utaztak a svájci reformáció szellemiségét képviselő Genfbe, Zürichbe vagy Heidelbergbe. A wittenbergi magyar Coetus jegyzőkönyvének bejegyzései 1609-ben megszakadtak.
A wittenbergi magyar Coetus és a Debreceni Kollégium diáktársadalmának kapcsolata nem teljesen világos a történészek számára, de azt sikerült bizonyítani, hogy a debreceni diákköztársaság belső rendjének és hagyományainak gyökere a wittenbergi magyar Coetusból ered. Innen vette át a Kollégium a subscriptio (aláírás) gyakorlatát is, s mivel a debreceni felsőbb tanulmányokra beiratkozott diákok névsorát, azaz a Sedes Stusdiosorum 1588-tól ismert, ez által az is bizonyított, hogy ekkorra Debrecenben kialakult már a háromszintű (elemi, közép- és főiskolai) kollégiumi képzés. Feltehetően ekkortájt alakulhatott ki wittenbergi hatásra a debreceni Coetus belső rendje is.

## A diákok körülményei
Történetükben több konfliktust jegyeztek fel a várossal (1627, 1629, 1644, 1648, 1657) mint fenntartóval. Ezek visszaszorítására készült a Leges Scholae Debreczenae, 1657-ben, amiben a Kollégium első, ismert törvényeit fogalmazta meg Komáromi Csipkés György rektor. Ezt erősítette meg a Dobozi-féle új iskolatörvény 1704-ben, kiváltva egy újabb diáklázadást. A tanulók kérelmezték a reform visszavonását, ám az iskola tanácsa elvetette kérelmüket, egy engedetlenkedő diákot pedig elfogatott. Erre még nagyobb forrongás támadt, mire a tanács kizárta az engedelmeskedni nem akarókat. Összesen 105 diák hagyta el ekkor az iskolát. Nagy részük később visszatért, és ismét beiratkozott a kollégiumba.
A kollégium épületében 355 kisebb-nagyobb tanuló lakott, a második udvaron levő kisebb diákszobákat kunyhóknak (Casae tiguriolae) nevezték 1750-ben. A tantermek száma 11 volt. A bennétkezésre elsősorban a gazda (oeconomus collegii) ügyelt, előbb polgári rendből, 1797 óta diákok közül választva; az ételadagot kiszolgáltató diszpenzátor, a kenyeret osztogató praebitor, az étkezők számát nyilvántartó provizor, a szolgálatot teljesítő szegény, alsóbb osztályú tanulók felügyelője pedig inspektor famulorum nevet viselt.
A sütőnőt (pistrix) és főzőnőt  (coqua) özvegy nőkből választották ki. A táplált növendékeket (alumnusok) az alapítók nevéről nevezték, pl. mocsai alumnusok (1760); két esküdt diák fejenként 30-30 forintot nyert. Az egyes jótevők nevei emlékezetben maradtak, 1796-ban még Bocskai István és Bethlen Gábor alumnusaival találkozunk. Az összes alapítványoknál akkor 168 alumnus volt. Ezenkívül a magántanítványokkal rendelkező diákok hetesével összeálltak, 9 ilyen étkező társaság (quadra) volt, összesen 63 diák, akik jobbára a tanítványok szülei által főzött ételből kosztoltak. Ezt az étkezési módot paedagogiumnak nevezték. Voltak pénzt fizető tanítványok, nummisták, főző tanítványok, a szülők hetenként egy fazékba ételt küldtek, 7 főre valót, ezek voltak a cibisták, a szép fehér cipót küldők panisták, a mosást teljesítők lotorok, az ingyen tanítottak – minden magántanítóhoz beosztottak egy-egy szegény tanuló, ez utóbbiakat gratistáknak nevezték. Az olyan szegény diákokat, akik nem juthattak táphelyhez, vagy saját krajcárjaikat tették össze, vagy a polgárok asztalairól kaptak valamit, expectansoknak nevezték, és néha negyvenen is voltak.
A sokszor egyhangú diákéletből a városba érkezett magas rangú vendégek látogatása emelkedett ki, így például Paget lord, angol nagyköveté (1702), aki 3 diákot vitt magával akadémiákra; XII. Károly svéd királyé (1714), de főképpen II. József királyé (1770), akit a kollégium udvarán 2000 tanuló üdvözölt.
1816 után a diákok egyharmada a Kollégium új épületében kapott szállást a korábbiaknál jobb körülmények között, a többiek azonban továbbra is azokban az apró diákkunyhókban laktak, amelyek az előző évtizedekben az iskola köré épültek.
A vidéki segélygyűjtés 1892-ig fennmaradt; a legfontosabb része a helyi őszi segélygyűjtés – a köznyelvben kápsálás – midőn Debrecen lakosai házanként felkerestek, ki pénz, ki terménnyel járult a tápintézethez. Ilyen kéregetéskor 1891-ben bejött 864 forint 44 krajcár, a terménybeliek értéke 100-200 forint között lebegett. Ilyen alkalommal a legszegényebb lakos is hozzájárult a diákok fenntartásához. Az országos pénzgyűjtés – avagy a szupplikálás – is a zsinati döntés nyomán, szintén 1892-ben szűnt meg.
Az ünnepkövetség a 19. század végén is közkedvelt intézmény volt: 1890/91-ben a 3 ünnepen 398 egyén vett részt e jótéteményben, mi középszámítással tízezer forintot jövedelmezhetett, ezenkívül az ünnepkövetek a szénior részére 220 forintot, a tápintézetnek 260 forintot, a kollégium részére 140 forintot szolgáltattak be. A legációk száma 140-160 közt váltakozó. A börtönbüntetést 1873-ban eltörölték. Színház, bál államilag is tiltva volt, 1800-tól kezdve felsőbb rendeletek érkeztek. A szigor hanyatlani kezdett; 1841-ben a jogászok bált rendeztek s a színházlátogatást is engedélyezték. A „szolgatanulók” sorsa lassanként javult, 1842 óta karszolgák (pedellusok), hetesek s fűtők állításával az iskolai szolgálattól fokonként mentettek fel. 1879-ben eltörölték a „szolga” nevet, helyette a „szegény tanulók” megnevezést használták. A diákokat 1891-ben mentettek fel a tanórák csengetése alól; az új tápintézetben is rendes tagokká lehettek, bennlakást és tandíjmentességet élveztek. A tandíj a gimnáziumban 1888 óta felemelkedett, a protestáns tanulóé 20, a nem protestánsé 40 forint lett; a teológusé 12 forintra, a jogászoké 24 forintra emelkedett tanévenként; de 1/6 rész negyed és másik 1/6 rész féltandíj-fizetés kedvezmény kérhető volt. A képzést vállaló diákok mindnyájan tandíjmentesek voltak és a temetési éneklésre jártak, abból naponta jövedelmük származott. Pályamunkák után évente 4-500 forintot osztottak ki a nyerteseknek, ösztöndíjakból 179 tanuló 9500 forintot meghaladó összeget nyert. A 13-féle címen csoportosítható jótéteményekből a kegyes alapítók s jótevők adományaiból eredő forrásokból, a kollégiumi tanulók 51 739 forint összeget élvezhettek. Legújabb volt a Miklóssi Mózes hagyománya, 32 000 forint tőke, amely szintén ösztöndíj-alapot növelt.

## A Coetus belső rendje és a fenntartóval való kapcsolata
A Debreceni Kollégium felsőbb tanulmányokat folytató diákjai 16. század végén már dokumentálhatóan önálló diáktársadalmat alkottak, és magukat a communitas és az universitas scholae mellett leginkább a Coetus elnevezés használta. A fennmaradt diáknévsorok szerint a Coetusnak 1589-ben 51 tagja volt. Ez a szám a következő években folyamatosan emelkedett és a 17. század közepére elérte a kétszáz főt. A wittenbergi Coeteust még a szénior egyedül irányította, a fontosabb kérdésekben pedig a tagok összessége, a conventus döntött. A 17. századi Debrecenben a diáklétszám növekedése miatt ez a rendszer tarthatatlannak bizonyult, és kialakult helyette a képviseleti rendszer. Ennek legfőbb intézménye a senatus scholasticus volt, amely a széniorból, helyetteséből, a kontraskribából és az esküdtekből (jurátusok) állt. Ez a testület felügyelje a Coetus tagjainak hitbeli és erkölcsi életét, kezelte a pénzügyeit. A diákokat tanulmányi előmenetelük és magaviseletük alapján rangsorolta, és ezek alapján osztotta szét közöttük a jótéteményekből származó pénzforrásokat. Döntött a külföldi ösztöndíjakról a helyi préceptori és a vidéki rektori hivatalok betöltéséről, a legáció rendjéről. Bár nem maradt meg a Kollégiumnak a Coetus jegyzőkönyve, de bizonyos jelek arra utalnak, hogy a 17. század első felében a szenátus még a tananyag tartalma és a rektor munkája fölött is felügyeletet gyakorolt.
A Kollégium életét 1792-ig a városi tanács felügyelte. Az iskola egyházi jellegét ez azért nem sértette, mert a felvilágosodás koráig a debreceni egyháztanács (konzisztórium) befolyásos tagjai jórészt a városi tanácsnak is tagjai voltak. A város iskola fenntartó jogát a Kollégiumot támogató erdélyi fejedelmek is tudomásul vették. Eme helyzetből következően a város gondoskodott az ifjúság anyagi és szellemi ellátásáról. Őröltetett, majd malmot adományozott az iskolának, ivóvizet hordatott a Kollégiumba, külföldi tanulmányutakat támogatott. Ugyanakkor kezdetben nem kívánt beleavatkozni a Coetus belső életébe.
Idővel azonban feszültségek támadtak a város és a Coetus között. Ezek többnyire anyagi természetűek voltak. Az 1627-es zendülés oka például az volt, hogy a városi tanács az iparos céhek diákoknak szánt adományát templomépítésre fordította. Újabb diáklázadások következtek 1629-ben, 1644-ben, 1648-ban, majd 1657-ben. Ezek visszaszorítására készítette el Komáromi Csipkés György rektor 1657-ben a Debreceni Kollégium első ismert törvényeit (Leges Scholae Debreczinae...). Ezek a törvények szűkítették a Coetus önrendelkezési jogait, megerősítették a Kollégium rektorának (ekkor még professzort jelent a fogalom) és a fenntartónak a pozícióit. E törvények annyira beváltak, hogy az 1704. évi törvényalkotás a több módosítással ugyan, de újra megerősítette. Az 1657-es rendelkezések értelmében a szenátus intézménye megszűnt, ez viszont nem jelentette a diákok önrendelkezésének teljes megszűnését, korlátozását viszont igen.
Az 1792. évi budai zsinat határozata értelmében a református iskolák az illetékes egyházkerületek fennhatósága alá kerültek. A Debreceni Kollégium tevékenységét ettől kezdve a városi tanács helyett Tiszántúli Református Egyházkerület felügyelte. Az 1792-ben életbe lépő új iskolai törvény a változás jegyében tovább kurtította a Coetus jogait, hiszen megszüntette az önálló gazdálkodását, s a fenntartó kollégiumi gondnokot és pénztárost nevez ki. Innentől indul útjára a Kollégium ma is működő gazdasági hivatala. Ez a törvény nevezi először a felsőfokú oktatás tanárait professzornak (korábban rektor) és rendelkezik a kollégiumi igazgatóság intézményéről is: a professzorok valamelyike éves váltásban a szolgálati kor rendje szerint a rektor-professzori címet viseli. Az adott iskolai évben ő kormányozza a Kollégium életét, Az 1849-es iskolai törvény, az Entwurf előírásai nyomán tagozatokra bomló Kollégium minden egyes iskolája önálló tantestületet állított föl saját igazgatóval, s ebben az oktatási szerkezetben már nemigen jutott hely a Coetus egykori hagyományainak.
Az 1792-es törvényhez csatolt 1796-os kiegészítések különbséget tesznek a felsőbb tanulók között tógások és nem tógások között. Utóbbiak világi pályára (többnyire vármegyei hivatalok betöltésére) készültek, azaz tanulmányaikban kisebb szerepet kapott a teológiai képzés. Ahogy elnevezésük is mutatja, nem öltötték magukra többé a kötelező kollégiumi diákviseletet. Az 1845-ös iskolai törvények aztán végleg eltörölték a tóga viselését minden diák számára. Ezeknek a fejlemények következtében a század közepére a Coetus hagyományos rendje visszafordíthatatlanul bomlásnak indult.
A 19. század első felében a debreceni diákság tett még néhány kísérleteket a Coetus korábbi jogainak visszaszerzésére, de ezek eredménytelenek maradtak. Végül a század második felében a Coetus elnevezés már csupán a bennlakás intézményét jelentette, a 20. század első felében pedig magát a kollégiumi szobát, illetve az egy szobában lakó diákok közösségét. A Coetus elnevezés ma már nem használatos Debrecenben.

## Az iskolai törvényszék és a büntetések nemei
Az 1657-es iskolai törvények megszüntették a szenátust, s feltehetően ennek utódaként jöhetett létre az iskolai törvényszék, a sedes scholastica intézménye, melyet honarata sedes, sedes iudiciaria, tribunal scholasticum vagy sedria néven is emlegetnek a korabeli dokumentumok. Az elnevezések jelzik, hagy a szenátus korábbi széles hatásköre helyett itt már elsősorban csak a bíráskodásról van szó, azaz a sedes fogalma azonos lett az iskolai törvényszék fogalmával.
A sedes jegyzőkönyvei 1709-től ismertek, ezeket a szénior vezette. A korai időszakból működéséről keveset lehet tudni, ellenben az 1792. évi törvények azonban előírták a jegyzőkönyvek pontos vezetését, s egyúttal a kiszabható büntetések rendjét is szabályozták, így e két forrás alapján elég pontosan lehet következtetni a sedes működésének módjára. A törvényszék elnöke ekkor már a rektor volt, tagjai a szénioron és a kontraskribán kívül a juratus vagy esküdt diákok voltak. A rendes törvényszék rendkívülivé (sedes extraordinaria) alakult, ha a tárgyalás tárgya rendkívüli volt, például ha az iskolából való kicsapás esélye fenn forgott. Ilyenkor az egyház (mint fenntartó) és a város (mint pártfogó) is delegálhatott képviselőket. Ez volt a Csokonai-perei esetén is.
Az iskolai törvények szellemében a 19. század közepéig a sedes hozott döntést minden kollégiumi fegyelmi ügyben. A törvények szigorúan büntették évszázadokon át az istentiszteletek elmulasztását, a kártyajátékokat, a részegeskedést (a mértékles borfogyasztást nem, sőt a diákoknak a régi századokban borfejadagjuk is volt a kollégiumban), a tiltott helyen való dohányzást (tűzvédelmi okokból például a lakószobákban), a káromkodást, az elöljárókkal szembeni tiszteletlenséget, a legációban való botránykeltést, a magyar nyelv használatát (a 19. század elejéig az iskola nyelve a latin volt). Íme néhány büntetés az 1792-es törvényekből:

- megrovásban részesül, aki a templomban nem énekel, elöljáróival szemben tiszteletlen;
- pénzbüntetést fizet, aki magyarul beszél, istentiszteletről vagy tanóráról elmarad, csavarog vagy névnapi mulatságot tart;
- lejjebb helyezéssel (a diákrangsorra vonatkozik) sújtatik, aki szünidőről nem tér vissza vagy temetésen illetlen dolgokat énekel;
- állását veszíti a köztanító, ha diákját súlyosan megüti stb.

A felsoroltakon kívül a súlyosabb büntetések közé tartozott a 19. század közepéig a megvesszőzés és a karcerba zárás (börtönbüntetés). Legsúlyosabb esetben ki is csaphattak valakit. Erre általában sorozatos vétségekkel lehetett rászolgálni, és ehhez a 18. század végétől a fenntartó jóváhagyása, is kellett.
A sedes ma a Kollégium Gimnáziumának internátusaiban a szobafőnökök hetenként ülésező tanácsa, amely az internátusvezető és a főapparitor (az internátusi diáktársadalom vezetője) vezetése mellett kisebb fegyelmi ügyekben jár el (például kimenőmegvonást javasolhat).

## A debreceni diáktársadalom tagozódása, diáktisztségek
Bár a Coetus ténylegesen csak a felsőbb tanulók (a tógátusak) közösségét jelentette, de belső rendje kezdettől fogva meghatározta az egész debreceni diáktársadalom arculatát, tagolódását, amely a 19. század közepéig szinte változatlanul fennmaradt. Az iskolai osztályok között mai értelemben véve, különösen a kezdeti időszakban, éles határ még nem volt, így a fogékonyabbak és szorgalmasabbak gyorsabban haladhattak céljuk felé, hogy lelkészek, vidéki rektorok (tanítók) vagy városi, vármegyei tisztségviselők lehessenek. A diáktársadalomnak elviekben csupán két szintje volt, a magasabb tisztségeket betöltő, nagyobb felelősséggel, de ugyanakkor különös előjogokkal is felruházott, felső tanulmányokat folytató tógátusok (a Coetus tényleges tagjai) és az alsó tagozat nem tógátus diákjai. Az utóbbiakat gyakorlatban azonban további két csoportra osztatta az a körülmény, hogy közülük a legkisebbek anyanyelvükön tanulták a legelemibb ismereteket, míg a többiek elsősorban a latin nyelven tanultak, készülve a magasabb ismeretek elsajátítására.
A diáktársadalom legalsó szintjét az elemi ismereteket (olvasás, írás) elsajátító kisdiákok két, majd később négy osztálya alkotta. Ők voltak a szolgadiákok, s elnevezésük servus, servitor, serviens vagy famulus. Ezek a nagyobb diákok körül, a tőlük kapott magántanítás fejében, különböző szolgáltatásokat végeztek (fűtés, mosás, takarítás). A fizetni nem tudó diák is részesült magánoktatásban, azaz gratista volt. A legszegényebb bentlakó szolgadiák, a sellista, ahogy azt neve is mutatja, saját ággyal sem rendelkezett, ezért gazdája szobájában összetolt székeken aludt. A kisdiákok oktatását a nagyobb diáktársak magyarul végezték.
A középszinten négy, majd később hat évfolyamon tanuló, még nem tógás diákokat (a mai gimnazisták) anyagi helyzetüktől függően mendicansoknak, neutralistáknak vagy expectansoknak nevezték. Ők már kinőttek a szolgadiákságból, de még nem tartoztak szorosabb értelemben a Coetushoz. Bizonyos felelős tisztségeket azonban már betölthettek (kapus, kenyérkezelő, szolgadiákok felügyelői). A latin nyelvtant alapfokon tanulók voltak közülük a rudimentisták (primariusok = első) és grammatisták (secundariusok = második), a latint középszinten tanulók az etimologisták (tertiariusok = harmadik), a latin nyelvet befejezők pedig a szintaxisták (quartariusak = negyedik). Erre épült végül a latin nyelvű poétikai (quintariusok = ötödik) és retorikai (sextariusak = hatodik) osztály.
A felsőbb tanulókat (a mai értelemben vett egyetemistákat vagy főiskolásokat) tógátusoknak vagy akadémistáknak nevezték, hiszen azzal, hagy aláírták az iskolai törvényeket (subscriptio), kötelezték magukat a Kollégium egyenruhájának, a tógának a viselésére is. Az akadémiai tagozat 1759-ig két, majd ettől kezdve hároméves képzést jelentett, de olykor a nagydiákok még további két-három évet maradtak a Kollégiumban megfelelő állásra vagy ösztöndíjra várva. Az előadások látogatása és az iskola rendjének betartása a túlkorosak számára is kötelező volt. A tógátusok elsősorban teológiát és bölcseletet hallgattak a professzoroktól, az utóbbiba a 18. század elejétől egyre több természettudományos, történelmi és földrajzi ismeret is beépült. Közülük kerültek ki az elemi és középső szint köztanítói vagy osztálytanítói, az úgynevezett publicus praeceptorok (1657 előtt collaboratorok). A préceptorokat a legkiválóbb akadémisták közül választották ki a professzorok. Munkájukat kezdetben ingyen végezték, de az 1657-es iskola törvények szerint már fizetést kaptak a várostól, a Kollégiumtól pedig egyéb kedvezményeket (napirendjük a többiekénél például kötetlenebb volt). Emellett élt a Kollégiumban a privata preceptura (magántanítói rendszer) gyakorlata is, ami azt jelentette, hogy minden diáknak volt magántanítója (privatus praeceptor) is, illetve minden tógátus diáknak voltak magántanítványai.
A tanítva tanulás (docendo docere) gyakorlatának kettős haszna volt. Egyrészt a nagydiák így, rákényszerült arra hogy folyamatosan átismételje az általa már korábban elvégzett osztályok anyagát, másrészt viszont a tanításból anyagi haszna is származott, a tanítványok ugyanis étellel (cibista), pénzzel (numrnista), kenyérrel (panista), fával (lignista), esetleg mosással (lotor) vagy más személyes szolgálattal fizettek munkájáért. A tanító és tanítvány kiválogatásának nem könnyű feladatát kezdetben a rektor, később az arra kijelölt professzor végezte. A köztanítói gyakorlat 1852-ben, a magántanítói pedig 1861-ben szűnt meg.
A debreceni diáktársadalom, természetesen nemcsak osztályok szerint, hanem a feladatvégzés szempontjából is tagolódott. Szinte mindenkinek megvolt a maga testre szabott feladatköre. A diákköztársaság élén három kiemelt tisztségviselő állt: a szénior, a kontraskriba és az ökonómus.
A széniort (főgondnok) a togátus diákok választották a tanulmányaikat befejező diáktársak közül. Az iskola törvényei szerint ő képviselte diákság ügyeit a fenntartó és a professzorok előtt, ugyanakkor ő volt a rektor, illetve a professzorok tekintélyének őre a diákság körében. A szénior választotta ki a további tisztségviselők legtöbbjét, kezelte a Coetus pénztárát, és munkájáért maga is fizetést kapott. A Kollégium teológus hallgatói máig évente választanak maguk közül széniort; akinek hatásköre természetesen már szűkebb, mint évszázadokkal ezelőtt.
A kontraskribát (ellenőr) , a szénior helyettesét szintén a diákság választotta. Ő felügyelte a diákság iskolai és iskolán kívüli tevékenységét. Ügyelt az iskolai törvények betartására, és gondoskodott a sedes által kiszabott büntetések végrehajtásáról. A teológus ifjúság körében hasonló feladatot ma az esküdtfelügyelő lát el.
A Coetus háztartásának megnövekedett gondját a 18. század közepe óta a kontraskriba egyedül már nem tudta viselni, így további gazdasági tisztségviselőket választottak a feladatok elvégzésére. A dispensator az élelmiszerek gondozója, az ebédfőzés felügyelője volt; ezenkívül ő szántatta a Kollégium földjeit, csépeltette a gabonát és szüreteltetett (a Kollégiumnak többek között Szikszón voltak szőlői). A praebitor a kenyérellátás körüli munkákat felügyelte: őröltetett, süttetett, megszervezte a kenyérosztást. A dispensator és a praebitor számadásait a provisor ellenőrizte.
Az ökonómus (gazda) a törvényben előírt rend betartatását ellenőrizte a Kollégiumban. Följegyezte az istentiszteletről és az előadásokról hiányzó diáktársak nevét, lebonyolította az ébresztőt és a takarodót, ellenőrizte a lakókamrákban a diákság létszámát. Segítői voltak az apparitorok (jelentődiákok), akik a gazda parancsára reggel felébresztették az alvókat, a náluk lévő apparitorlécre feljegyezték a távollévőket. A gimnáziumi internátusokban ma is vannak apparitorok, akik napi váltásban teljesítenek diákügyeletet és főapparitorok, akik jelentős kedvezmények (ingyenes bennlakás) fejében irányítják a diákifjúság belső életét. Az apparitorléc ma a ballagási ceremónia fontos kelléke. A ballagó fiúk neve kerül rá, jelezve, hogy mostantól kezdve „hiányozni fognak” a Kollégiumból, és a nagytemplomi ünnepségen ezt a lécet a tógába öltözött főapparitor viszi magával.
A főtisztviselők közé tartoztak a kántorok és kollégák is. Mindkét tisztség segédtanítót jelentett, a kántorok – amint nevük is jelzi – egyúttal a temetéseken éneklő gyermekek munkáját is irányították. A kántorok és kollégák az iskolai törvényszékben is szerephez jutottak, hiszen az iskola törvényei szerint a préceptorok mellett az iskolai törvényszékben, a sedesben elsősorban ők viselhettek jurátusi tisztséget, azaz tanítói hivataluk mellett gyakran egyúttal esküdtek is voltak.
A kántorokhoz és kollégákhoz hasonló feladata volt a Debreceni Kollégiumban a szolgadiákok gondnokának, a kurátornak (curator mendicantium). A keze alá rendelt apróbb diákokat a 18. század elejéig maga tanította és nevelte, és ezért tőlük fizetést kapott. Később ezt a feladatot magántanítók vették át, s a kurátor csupán felügyelte tevékenységüket.
A diákok élelmezése körüli feladatok is több diáktisztséget kívántak. A diákélelmezés kezdeti módja a kókvia (coquia). Ennek lényege, hogy a városi polgárok keresztyéni könyörületességből felváltva látták el főtt étellel a kollégiumi ifjúságot. A kokvus (coquus) vagy ételesdiák a városi polgárok körében végzett élelemszerzést szervezte (hivatala két hónapra szólt). E névvel illették a városból a főzőasszonyoktól ételt hordó kisdiákokat éppúgy, mint az őket felügyelő tógátusokat. Munkájukat az explorátor (kémlelő) segítette, akinek az volt a feladata, hogy felkutassa, hol lesz a városban olyan jeles alkalom (születésnap, névnap, esküvő, keresztelő, disznótor), ahová a kollégiumi énekes diákokat alamizsna reményében riasztani lehetett. A lotor (mosogatódiák) meglehetősen alantas feladatot látott el, ezért feladatát általában büntetésként szabták ki három hónapra. Étkezések után a lotorok végezték a mosogatást, előtte pedig a tantermeket étkezővé kellett átalakítaniuk.
Később a kókviát fokozatosan felváltotta az élelmezésnek egy fejlettebb és szervezettebb formája az alumneum. Ennek lényege az volt, hogy az iskola tehetős és áldozatkész támogatói (patrónusai) alapítványokat létesítettek a diákélelmezés támogatására. Ezt a diákjóléti intézményt nevezték alumneumnak, az által támogatott diákokat pedig alumnusoknak. Az alapítványok biztosították az étkeztetés intézményi feltételeit. A Kollégium számára a város két malma őrölte a lisztet, de annak feldolgozása már a diákokra várt. A 18. század elejéig a diákpék (pistor), később a két sütőasszony (pistrix) sütötte a diákság kenyerét a brúgót. Ebből a cipóból egy darab járt naponta mindenkinek. 1736-tól egy szakácsnőt (coqua) is alkalmazott a Coetus. A sütőasszonyok és a szakácsnő lakása a Kollégium nyugati szárnyának tövében a város által ajándékozott sütő-főző házban volt.
A Kollégium épületének őrzését szintén diákok végezték. A két janitor (kapusdiák) a Kollégium keleti bejáratát és a tornyoskaput védte, korbáccsal a kézben, s diákot csak rektori engedéllyel (tessera) engedett ki a városa. Vasárnap egyikük a templom bejáratánál ügyelt a rendre. Helyüket éjjel a vigilek (éjjeliőrök) vették át, akik a Kollégium éjszakai nyugalma fölött őrködtek. Este kilenc és hajnali három óra között négy vigil végzett szolgálatot, kettő éjfélig, másik kettő éjféltől hajnalig. Felszerelésük a lámpa és a furkósbot (a diáknyelvben „dárda”) volt. Utóbbi miatt dárdásoknak is nevezték őket. Ezt a feladatot mindig nagydiák végezte, 1657 előtt büntetésből, később soros szolgálatként.
A calefactorok (kályhafűtők) a neutralista diákok közül kerültek ki. Feladatukat elsősorban a tűzifa őrzése, szétosztása, kályhák tisztán tartása és a tantermek fűtése jelentette. A calefactor alakja Csokonai A méla Tempefői című drámájában is feltűnik (a művet a költő még debreceni diákként írta 1793-ban).
A Coetus életében az előbbiek mellett olykor alkalmi megbízatások is feltűnnek: ilyen a tintinnabulista (csengető diák), a portarius (kapus), a tabellarius (levélhordó) és az auscultator (megfigyelő).

## A tanítás és a tanulás rendje a régi századokban
A középkor végétől a 19. század közepéig a tanév rendje alig változott valamit. A tanév november elején kezdődött és márciusig tartott. A félévet vizsga zárta Szent György napja (április 24.) körül. Ezután következett a nyári félév, amely október végéig tartott. Ezt az előbbinél szigorúbb vizsga zárta Szent Márton napja (november 11.) környékén. A tanítás nyáron is folyt, azaz mai értelemben nem volt nyári vakáció, de az 52 vasárnap mellett legalább ugyanennyi más ünnepet tartottak ekkoriban. A debreceni diákság hosszabb szünetet kapott – már csak a legáció gyakorlata miatt is – karácsony, húsvét és pünkösd környékén. Ezenkívül volt aratási és szüreti vakáció is.
A tanítási napok rendje az osztálytanító nagydiákok, a préceptorok a kisebbek számára reggel 6:00-7:00 és 9:00-10:00 óra között, délután pedig 14:00-15:00 és 16:00-17:00 óra között tartották óráikat. A közbeeső időben a tógátus diákok a professzorok előadásait hallgatták. A préceptorok a rájuk bízott osztály iskolai és templomi viselkedéséért is feleltek.
A tanítás nyelve kollégiumi oktatás elemi szintjén mindenkor a magyar volt. A gimnáziumi és az akadémiai tagozatok diákjait a törvények viszont a latin nyelv használatára kötelezték. Az anyanyelvű oktatás bevezetésére a 18. század végétől folyamatosan történtek kísérletek, a Debreceni Kollégium összes tagozatán azonban csak 1831-ben lett a magyar az oktatás nyelve, de a latin és görög nyelv még ezután is kiemelt helyet foglalt el a tantárgyak között. A Kollégium Gimnáziuma egészen az iskolák államosításáig alapvetően humán jellegű gimnázium maradt.
A kollégiumi oktatás tartalmát a régi időkben a négy elemi osztály szintjén az olvasási, írási és számolási készségek kialakításának igénye határozta meg. A hat gimnáziumi osztályban a latin nyelv elsajátítása és begyakoroltatás a volt a fő cél. Az akadémiai
szint két-három évfolyamán kezdetben elsősorban a teológiai ismeretek voltak a meghatározóak, majd a 18. század elejétől egyre nagyobb teret kaptak a filozófiába beépülő természettudományi, csillagászati, a század végétől pedig a világtörténeti, botanikai, orvosi és földrajzi ismeretek is. A tantárgyak mai rendje az osztrák tanügyi reform (Entwurf 1849) bevezetése után alakult ki.
A régi századokban a tanórák mellett a kollációk (collatio) képezték a tanulás további kereteit. Ezek nyolcfős tanulócsoportok voltak (a Kollégiumban Gimnáziumának Fiúinternátusában ma is általában ennyien laknak egy szobában, ahol a diákok egymást segítették a tanulásban. Tagjai vezetőt (praeses) és helyettes vezetőt választottak maguk közül. Naponta összeültek (hétköznap az esti ima, a preces után, vasárnap pedig istentisztelet után, 11 órakor), s a kolláció előadó tagja (exhibitor) által előterjesztett tananyagot együtt ismételték át. A kollációk tantárgyanként szerveződtek, és ez a tanulási gyakorlat a 18. század végén élte virágkorát. A következő század közepén azonban el is halt. Ettől kezdve a kötetlenebb, az iskolai tantárgyakhoz kevésbé kötődő önképzőkörök foglalták el helyüket.
Az akadémiai tagozaton az ismeretszerzés és készségfejlesztés sajátos módszere a 16-18. században a disputa (szóbeli vita) volt. A vitákat a rektor vezette. Ő jelölte ki a védőt (respondens), aki kifejtette véleményét valamely teológiai vagy filozófiai kérdésről. A támadó (opponens) a felvetést ellenérvekkel vonta kétségbe. A disputációknak két fajtája volt. A circularis disputatio különösebb céllal nem bírt, egyszerűen az érvelés elsajátítását szolgálta. A promotionalis disputatio célja valamely tudományos fokozat vagy konkrét hivatal (parókia, rektória) elnyerése volt. A vitából győztesen kikerülő diák promoveáltatott, azaz elnyerte a kitűzött célt. A 18. század végén a disputák gyakorlata elhalt, helyét átvette a hosszabb terjedelmű önálló írásbeli munkák készítése. A promotionalis disputatio gyakorlatának Jókai Mór állít emléket humoros eszközökkel A debreceni lunátikus (1875) című kisregényében.

## A debreceni diákviselet: a tóga

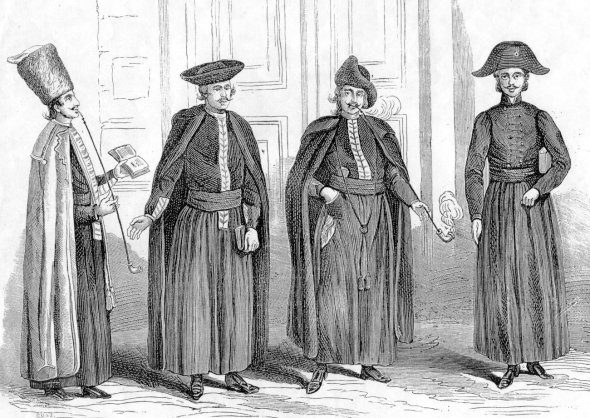
Debreceni református kollégiumi diákok egyenruhája (balról jobbra: 1624-1774, 1774-ben, 1775-ben, 1803-ban)

A régi iskolai törvények Európa-szerte szabályozták a diákviseletet is. A debreceni diákokéhoz hasonló, minden részletében szabályozott diákviseletre azonban alig akadt példa. A debreceni felsőbb tanulók kötelező viseletét, a tógát a váradi egyetemes zsinat rendelte el 1624-ben, Rákóczi György észak-magyarországi főúr (a későbbi I. Rákóczi György fejedelem) kezdeményezésére. Ez bokáig érő fekete, kapcsos dolmányt jelentett övvel, melyet zöld posztószűr (tóga) fedett, sárga paszománnyal és szegéllyel (a zöld és a sárga a 17. századi erdélyi fejedelmek nemzeti színe volt). Mindehhez hosszú nyestes kunsüveg (sinkó) és hosszú szárú bőrcsizma társult.
A tóga színe és külleme az idők folyamán többször módosult. A leglényegesebb, a diákság erős ellenállásába ütköző változtatásra a Kollégium 1774-ben kényszerült. A Helytartótanács ekkor ugyanis megtiltotta a zöld szűr viselését, és ezért a fenntartó felmentette a diákokat a felső rész használata alól. De mivel dolmány önmagában télen kevésnek bizonyult, visszaállította a tóga viseletét magyaros gombdíszítéssel, fekete színben (aki megengedhette magának, az készíttethette rókaprémmel). A kunsüveget ekkor háromszögletű német sapka, a „csókaorrú” váltotta föl. A publicusok (a gazdagabb családok világi pályára készülő gyermekei, akik tandíjat is fizettek, kiknek elkülönítése 1753-ban kezdődött, amikor a tanulók harmadát tették ki) eredetileg sem viseltek tógát.
Az egyenruha 1803-ban egyszerűbb és olcsóbb lett: bokáig érő fekete posztódolmány, szőrgombbal díszítve, derekán széles öv, sötét magyar nadrág, félselyem kalap, esőben köpönyeg; a gyűrűviselés és a hosszú szakáll (1837) tilos volt. A dolmány mellőzését 100 diák kérelmezte 1841-ben, egy év múlva a formaruha csak szószéki szolgálatban volt megkövetelve, de később ez is eltűnt. 1845-ben megjelent iskolai törvény az előbbi évtizedekben többször is módosított tóga helyett csak a Zrínyi-dolmányt és fekete köpenyt írt elő.

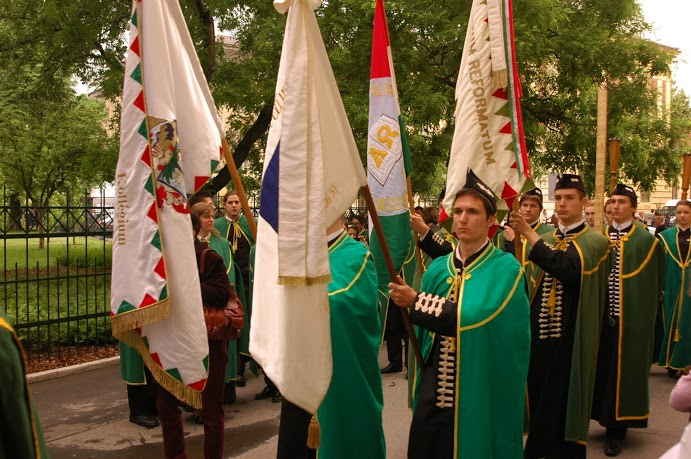
Sötétebb tógát viselő gimnazisták és világosabbat hordó egyetemista diákok 2013-ban

A magyaros jellegű felső viseletet később is kedvelték a kollégiumi diákok. A gimnazisták korábban diáksapkát is viseltek kollégiumi jelvénnyel, ez azonban néhány évtizeddel ezelőtt lassan kikopott. A rendszerváltás után egy évtizeddel az ünnepi viselet ismét változott, és a gimnazisták kötelező ünnepi viselete a Bocskai-kabát lett. Ez a változás érintette a Dóczy Gimnáziumot is, amelynek az államosításig saját egyenruhái voltak.
A debreceni diákok ünnepi alkalmakkor olykor ma is magukra öltik a régi diákviseletet – a zöld tógát –, ilyen alkalom a gimnáziumban elsősorban az évnyitó, az évzáró és a ballagás, a Hittudományi Egyetemen pedig a diplomaosztó és doktoravató ünnepélyek.

## A debreceni diákság hitélete
A Kollégiumi oktatás tananyagában az első helyet mindig a teológiai ismeretek foglalták el. Így volt ez még akkor is, amikor a kor világképét már nem elsősorban a keresztyén elvek formálták. A 18–19. század racionalizmusa és liberalizmus a Debreceni Kollégium szellemiségére is rányomta bélyegét gyöngítette a református világnézet hitvallásos jellegét; a reformátori örökséget azonban teljesen kiszorítani sohasem tudta.
A tanórai ismeretszerzés mellett a kollégiumi ifjúság hitéletének legfontosabb színtere kezdettől fogva a templom volt. A 16–17. század prédikációi egyszerre szolgálták a tanítást és a hitmélyítést. A templomi istentisztelet után a diákoknak emlékezetből kivonatolniuk kellett a hallottakat, s be kellett mutatniuk préceptoruknak. Ez nemcsak az ismeretszerzés, hanem a memóriafejlesztés fontos módszere is volt. A régi századokban a kollégiumi ifjúság egésze csak vasárnap és egyéb ünnepnapokon járt templomba. A naponkénti istentiszteleteket csak a lelkészi szolgálatra készülő felsőbb diákok látogatták. A diáklétszám növekedése miatt a 18. század végén 12 csoportra oszlott a diákság, s minden nap két csoport ment istentiszteletre. A 19. század elején már nem fért el a kollégiumi ifjúság a két templomban (Nagytemplom és Kistemplom), ezért a Kollégium újjáépítésekor a déli szárnyban önálló kollégiumi imatermet (Oratórium) alakítottak ki. A Kollégium közel 500 tógátus diákja ettől kezdve három csoportra oszlott, és vasárnaponként a két templom és az Oratórium istentiszteleteit látogatta.
Az iskola törvényei a templomba vonulás rendjét is pontosan előírták. Az ifjúság a Kollégium kapuja előtt sorakozott már a harangozás előtt, majd csendben vonult át a templomba az iskolai csengő szavára. A bevonulás rendjére az egyik janitor (ajtónálló) diák ügyelt a préceptorok osztályukkal együtt vonultak az istentiszteletre. A padokba csak a gyengélkedők ülhettek a többiek állva hallgatták a prédikációt. A visszavonulás ugyanebben a rendben történt. Az istentiszteletet iskolai kátéoktatás (kathechizáció) követte. A 19. század közepéig ez helyettesítette a mai hitoktatást.
A régi századokban a kollégiumi diák imaéletének két alkalma volt. Reggelente mindenki magában imádkozott, elmélyedve a Szentírás fölött. Az esti közös könyörgés, a preces télen 7, nyáron 8 órakor kezdődött. Ezeken az alkalmakon kötelezően minden bentlakó diák részt vett, a kisebbek gyülekezeti tagként, a nagyobbak néha szolgálattévőkként is. Ezek az alkalmak csak éneklésből, bibliaolvasásból és imádságból álltak. Az éneklést a kántor (praecentor) vezette, az ének szövegét – elegendő énekeskönyv híján – a dictator sorról-sorra kántálva előre kikiáltatta. Ezután kapott szót a lektor (bibliaolvasó), majd az imádkozó diák, a preco.
A kollégiumi diákság a 18. század végéig korabeli református gyakorlatnak megfelelően rendkívüli alkalmakkor böjtöt is tartott. Erre leginkább válságos időkben (háború, földindulás, egyéb természeti katasztrófa, járványok) került sor. Az egyik ilyen utolsó
alkalmat II. József erőszakos iskolareformja szolgáltatta. A debreceni presbitérium 1793-ban törölte el a böjtöt, mivel már nem érezte összeegyeztethetőnek az akkori korszellemmel.
Ugyanakkor a kollégiumi diákságnak évszázadokon át kiemelt szerepe volt a debreceni temetések lebonyolításában. A halottakat az iskola anyakönyvezte előbb a rektor, majd a szénior vezetésével. A Coetus kölcsönözte a gyászoló családnak a halottaskocsi letakarására szolgáló fekete leplet. A prédikációs halotthoz a Kollégium koporsóemelő diákokat (bajulatores) és sírtáblavivőt (epitaphista) rendelt ki a nagydiákok közül. A sírfelirat (epitaphium) készítése a poétai osztály préceptorának feladata volt. Az énekes diákok (pueri cantores) szolgálata szintén hozzátartozott a temetésekhez egy-egy esküdtdiák (juratus) vezetésével. Mindezek a szolgálatok természetesen jövedelmet is hoztak a Coetus pénztárának. Ha professzori, lelkészi vagy városbírói családban történt haláleset, az úgy-nevezett egyetemes temetésre (funus generale) az iskola egész ifjúsága kivonult.
A hitélet szigorú fegyelme a 19. század második felében lazult valamit, bizonyos elemei el is tűntek, az istentisztelet azonban máig a legünnepélyesebb és legfegyelmezettebb alkalma maradt a kollégiumi életnek. A modern értelemben vett tantárgyszerű hittanórák a 19. század második felében jelentek meg a hazai oktatásban, így a Kollégium különböző tagozatain is. A teológiai kar keretében a lelkészképzés is ekkor különült el élesen az egyéb világi karoktól (jog, bölcsészet).
A belmissziós hitbeli megújulás a 20. század első felében a Debreceni Kollégiumba is éreztette hatását. S. Szabó József vallástanár 1902-ben létrehozta a gimnáziumi Ifjúsági Gyülekezetet, melynek tevékenységét a vallástanár-lelkész mellett a diákpresbiterek és diakónusok szervezték. A következő évtizedekben a Kollégium többi tagozatain is létrejöttek az ifjúsági gyülekezetek. A két világháború közötti időszakban meghatározó szerepet játszottak a diákság hitéletében a különböző keresztyén ifjúsági egyesületek is.
Ma a Kollégium minden tagozatán szervezett hitélet folyik. A tanévnyitó és -záró ünnepségek, a gimnáziumi ballagás, sőt újabban még a szalagavató istentisztelettel kezdődik. A hittanórák mellett ezenkívül az évkezdő csendes napok, reggeli áhítatok, a teológus hallgatók déli könyörgése, a különböző bibliaórák és egyéb alkalmak szolgálják az ifjúság hitbéli épülését. A bentlakó gimnazisták számára az Oratóriumban hagyományosan szombat este (preces) és vasárnap reggel tartanak istentiszteletet.

## Diáktársaságok
A 16-17. század debreceni diáksága a Coetus zárt szervezeti keretei között formálódott jól működő, önfenntartó, önigazgató diáktársadalommá. A 8 fős önművelő tanulókörök, a kollációk mellett ebben az időszakban még nem működtek a modern értelemben vett diáktársaságok vagy egyesületek. Ezek csak a Coetus hagyományos rendjének lazulásával és lassú bomlásával kaptak teret a 18. századtól kezdve, és meghatározó szerephez csak a következő két évszázadban jutottak.

### A kántus
Maróthi tanár 1739-ben alapította meg az énekkart (Cantus), és ő lett eme tanulói egyletnek első felügyelő tanára. 1753-tól pedig Varjas tanár vette át ezt a tisztséget. A kollégiumot meglátogató magas rangú vendégek tiszteletére az énekkar zengedezett, gróf Forgács Miklós (1773) gyönyörűnek találta összhangzatos éneküket.

### Tűzoltó diákok társasága

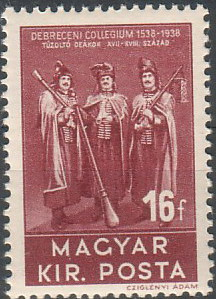
A 17-18. századi tűzoltó diákok a Kollégium 400. évfordulójára, 1938-ban kiadott bélyegen

A tűzoltó diákok (machinisták) egyletének megalakulásának dátuma pontosan nem ismert, mivel a tűzoltó diákok régi iratai az 1802-es tűzvész idején megsemmisültek, így korai működésükről igen keveset tudunk. Bizonyos azonban, hogy ez a társaság 1680-ban már tevékenykedett. Debrecen városa, ahol gyakoriak voltak a tűzesetek, becsülte a tűzoltó diákokat, akik gyakran életüket kockáztatva dolgoztak. 1764. június 25-én például 23 diák súlyos égési sérüléseket szenvedett, 34-nek pedig a csizmája égett meg. 1765-ben a város „machinát” (fecskendőt) vásárolt a diákoknak, 1773-ban pedig 100 bőrvedret és 24 vízipuskát kaptak a tűzoltók. Az első machinistát a templomba járás alól is fölmentették, hogy mindig készen állhasson a tűzoltás irányítására. Ha a Kollégium tornyában lévő tűzjelző harang megszólalt, a machinisták „Incendium! Ad arma!” („Tűz van! Fegyverre!”) kiáltással riasztották társaikat.
A tűzoltó diákok nevezetes szerszámát, az ólomnehezékkel ellátott tölgyfa dorongot az egyik nehéz latin igealak nyomán gerundiumnak nevezte el a diáknyelv. Ezekkel a botokkal nyitottak utat a machina előtt, ledöntve kerítéseket és olykor házfalakat is. A gerundiumnak két változata alakult ki: a 170 centiméter hosszúságú nagybot amelynek súlya nyolc, és a 150 centiméter körüli kisbot, amelynek pedig hét kilogramm volt. A társulatba való felvételnek a gerundium nyújtott karral történő felemelése és fél kézzel történő vízszintes kitartása volt a feltétele (ez adta az ihletet Aranynak a Toldi petrencés rudas jelenetéhez). A tűzoltó diákok hetente tartottak testedzést és borosztáskor dupla adagot kaptak.
1805-ből ránk maradt első szabályzatuk a tűzoltó diákok számát 36 és 86 fő között határozta meg. 1806-tól félügyelő tanár irányította őket, tisztikarukat a diákelnök (mindig az egyik esküdt diák), az alelnök, a jegyző és hat assesor alkotta. A testület két osztályra tagolódott. A bontó osztály egy nagy-és egy kisbotosból, hat fejszésből, négy villásból és két horgosból állt; a védő osztályt 16 vedres, két vízész, valamint vízi puskások és machinisták alkották.
Az 1877-ben létrejött városi Önkéntes Tűzoltó Egylet fölöslegessé tette a társulat működését, s így az 1880-ban feloszlott. A 19. század legnevesebb diáktűzoltói Révész Bálint, id. Révész Imre, Géresi Kálmán, Szilády Áron, Erőss Lajos, Dicsőfi József, Magos György és Ferenczi Gyula voltak. A társulat feloszlásának legendás történetét Fehér Gábor, egykori kollégiumi diák írta meg Az utolsó nagybotos (1940) című, méltatlanul elfeledett elbeszélésében. A botemelés, -kitartás és -forgatás mint erőgyakorlat azonban még egy ideig tovább élt a kollégiumi ifjúság körében, s az utóbbi időben újra meghonosodott. Néhány éve augusztus 20-án a nagy- és kisbotosok nemzetközi erőversenyen mérhetik össze erejüket Debrecenben.

### Rézmetsző diákok társasága
Európa legkiválóbb pedagógiai gondolkodói (így a 17. század közepén Sárospatakon is tevékenykedő Comenius) már a 17. században felismerték a szemléltető oktatás fontosságát, de a korabeli technikai viszonyok között kevés előrelépés történt ezen a téren egészen a 19. századig. A 18–19. század fordulóján a Debreceni Kollégiumban tevékenykedő rézmetsző diákok kezdeményezését is elsősorban a szemléltető eszközök hiánya hozta létre. Jellemző, hogy az első magyar feliratú földgömböt a debreceni rézmetsző diákok készítették 1790-ben (ma a Kollégium Iskolatörténeti Múzeuma őrzi).

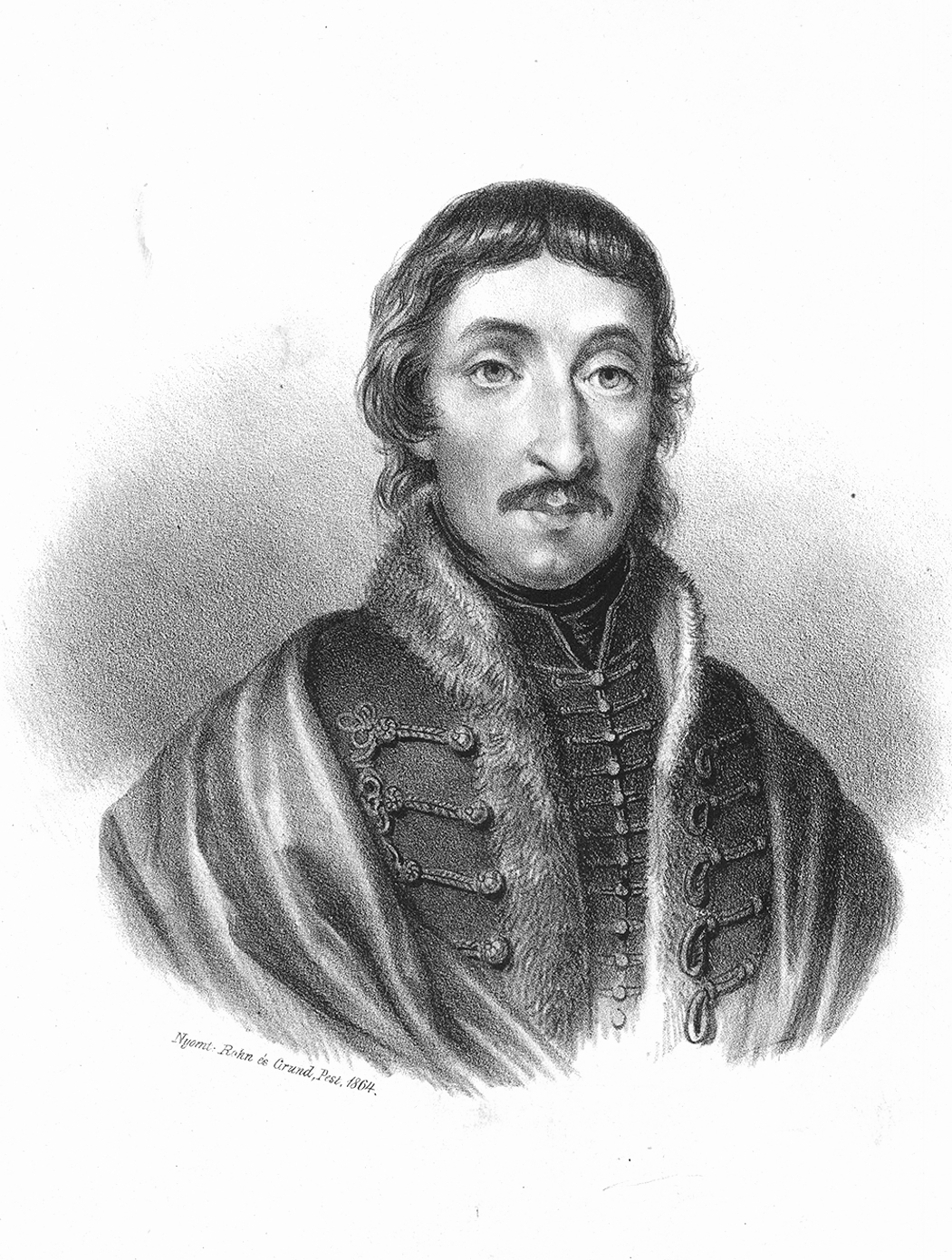
Csokonai Vitéz Mihály – Friedrich John rézmetszete (1816), melyet Erőss János rajza (1804) alapján készített

Kovács György és Farkas István már a 18. század közepén készítettek néhány rézmetszetet a debreceni nyomda számára. A század második felében Kabai Mihály és Karacs Ferenc követte őket, utóbbi élete folyamán a rézmetszést a térképészetben kamatoztatta. A kollégiumi rézmetszés a századfordulón élte virágkorát. Ekkor az Erőss testvérek, János és Gábor körül egész kis kör szerveződött. Jelentősebb tagjai Halász István, Papp József, Pethes Dávid, Oláh István, Mikola József és Vajai Imre voltak. Tevékenységüket elsősorban Budai Ézsaiás professzor támogatta.
A csoport 12 térképet tartalmazó első munkája 1800-ban jelent meg Oskolai Új Átlás a alsó classisok számára... címmel. A következő esztendőben készült el a 24 lapos, 12 térképből álló Oskolai Magyar Új Átlás. A rézmetsző diákok tankönyveket is illusztráltak, mint például a Szentgyörgyi József debreceni orvos A legnevezetesebb természeti dolgok esméreti című elemi iskolai tankönyvét 1803-ban. A kötetnek 19 képtáblájában 100 állatábra található, melyeket az Erőss testvérek metszették. Ezek felhasználásával készült később Emődy István Természethistória című munkájának I. része. Szentgyörgyi József könyvének kéziratban maradt II. részéhez 1814-ben Erőss Gábor készített növényeket ábrázoló táblákat.
A rézmetsző diákok külső megrendelésre is dolgoztak, Erőss Gábor készítette Csokonai két kötetének is az illusztrációit (Szépség Ereje a Bajnoki Szivenn, 1800 és Anakreoni dalok, 1803).
A rézmetsző diákok munkájuk elismeréseként diáktársaiknál nagyobb szabadságot és több önállóságot élveztek. A városban önálló műhelyt és szállást béreltek. Saját pénztárul volt, mely könyvelése szerint a 19. század első éveiben a gyakran pénzgondokkal küszködő Csokonait is többször kisegítették.
A rézmetsző diákok társasága 1812-ben oszlott fel.

### Az önképzőkörök
A felvilágosodás korától kezdve a magyar iskolákban országszerte alakultak olyan irodalmi diákkörök, amelyek a következő másfél évszázadban a tanórai munka kiegészítői lettek. A Debreceni Kollégiumban az első ilyen kört a diák Csokonai Vitéz Mihály hívta életre az 1790-es évek elején, idegen nyelvek és irodalmak megismerésére. Csokonai irodalmi diákköre az ekkor felbomlóban lévő tanulókörök, a kollációk mintájára szerveződött.
A Csokonai teremtette hagyomány nyomán a 19. század 30-as éveitől újabb önképző körök alakultak meg Debrecenben, most már szervezettebb keretek között. 1832-ben alakult meg az Olvasó Társaság, amely 1842-ben az Olvasó Egyesület nevet vette föl. Az Egyesület olvasó helyiségében debreceni tartózkodása idején Petőfi Sándor is megfordult. Működését Péczely József is támogatta, sőt 1832–1835 között Lant című diákzsebkönyveiben megjelentette a tehetségesebb verselő diákok műveit. Az Egyesület 1848-ban megszűnt, majd 1854-ben újjáalakult, s a felsőbb tanulók olvasási igényeit igyekezett kielégíteni. 1914-ben szűnt meg végleg, amikor a Kollégium akadémiai tagozataiból megalakult az állami egyetem.
A felsőbb tanulók Magyar Irodalmi Önképző Társulata titokban kezdte meg működését 1839-ben, s 1842-ben lépett a nyilvánosság elé. A szabadságharcot követően 1857-ben szerveződött újjá. Heti Közlöny címmel 1857–1896 között kéziratos irodalmi lapot jelentetett meg. Az újság 1896–1914 között nyomtatott formában élt tovább Debreceni Főiskolai Lapok címen. Ennek a század utolsó éveiben a joghallgató Ady Endre is munkatársa volt. Az Önképző Társulat az Olvasó Társasághoz hasonlóan az
állami egyetem létrejöttével szűnt meg 1914-ben.
A Kollégium Gimnáziumában 1854-ben alakultak először önképzőkörök méghozzá osztályonként, s a következő évtizedekben ez a gyakorlat élt tovább. Kéziratos lapjaik is voltak: Heti Dolgozatok, Havi Dolgozatok, A barátság virágai, Remény, Lombok, Ébredés stb. 1889-ben megalakult az egységes gimnáziumi önképzőkör, amely 1917-ben Arany János nevét vette föl. Ez a kör a 20. század első évtizedeiben élte virágkorát Karácsony Sándor, Juhász Géza, Gulyás Pál, Szabó Lőrinc, Bay Zoltán, Sarkadi Imre diákéveiben. Szellemisége nyitott volt a kartárs európai irodalom és a Nyugat című folyóirat képviselte polgári irodalmi ízlés szerint.
Az 1930-as években az Arany János önképzőkör profilja kiteljesedett, az irodalmi mellett létrejött természettudományi, történelmi valamint táj- és népkutató szakosztálya is. Utóbbi tagjai Végh József tanár vezetésével szervezett falukutató munkát végeztek, és önálló kötetük is megjelent Táj- és népkutatás a középiskolában (1942) címmel.
A kommunista hatalom 1948-ban az iskolai önképzőköröket is betiltotta. A debreceni gimnázium irodalmi önképzőköre szakkörnek álcázva a korábbiaknál szűkebb keretek között, de gyakorlatilag a régi tartalommal élt tovább 1949–1970 között Tóth Béla magyartanár felügyelete mellett. Az Arany János Önképzőkör hivatalosan 1981-ben szerveződött újjá, s az 1990-es évek közepéig igen aktív tevékenységet folytatott: Élő Folyóirat címmel rendezett felolvasóesteket tagjai irodalmi munkáiból, társadalompolitikai kérdésekről (szegénység, cigánykérdés, drog, határon túli magyarság) vitaesteket szervezett, színdarabokat mutatott be (emlékezetes előadás volt Jókaitól A debreceni lunátikus 1988-ban, a Kollégium jubileumi évében), és felelevenítette azt a hagyományt, hogy a kollégiumi ifjúság évente egyszer Csokonai sírjához zarándokol. A kör munkája a rendszerváltás után lendületét veszítette, 2003-ban azonban Csokonai Önképzőkör néven újjáalakult.
A századfordulón, illetve a két világháború közötti időszakban a Kollégium többi tagozatának is voltak önképzőkörei. A tanítóképző intézet Csokonai Önképzőköre 1871–1949 között működött, a polgári iskola Kölcsey Ferenc Önképzőköre pedig 1933–1941 között. A teológus diákok a Hittanszaki Önképző Társulatban tevékenykedtek, amely 1948-ig Közlöny címmel nyomtatott folyóiratot is megjelentetett. Ez az önképzőkör a rendszerváltás után újjáalakult, és 1991-től rövid ideig a Közlöny is újra megjelent.
Az önképzőkörök demokratikusan választott tisztikarral rendelkeztek, azaz tagjai évente elnököt, titkárt, jegyzőt és pénztárost választottak maguk közül. A tagok tagdíjat fizettek, az üléseikről jegyzőkönyv készült, a sikeres diákírásokat emlékkönyvben örökítették meg. Működésük sok tekintetben a felnőtt civil szervezetek szabályait követte. A diákság irodalmi ízlésének, vitakészségének alakítása mellett az önképzőkörök legfőbb érdeme tehát az volt, hogy tagjaikat fölkészítették a későbbi szerepvállalásra. A régi önképzőköri ülések gondosan vezetett dokumentumait ma a Kollégium Levéltára őrzi.

### Egyéb diákegyesületek
Az önképzőkörökön kívül a 19. század végétől, de különösen a két világháború közötti időszakban számos további diákegyesület működött a magyarországi iskolákban, így a Debreceni Kollégium intézményeiben is. A századfordulón népszerűek voltak a gyorsíró egyesületek és a különböző klubszerű asztaltársaságok (Jogász Asztaltársaság, Jogász Kör, Hajdú-megyei Kör, Szatmári Kör, stb.) A 20. század elején számos országos ifjúsági egyesületnek is alakult kollégiumi csoportja (Diákkaptár, Bajtársi Egylet, Madárvédő Egyesület, Soli Deo Gloria Szövetség).
A testedzést szolgáló diákkörök őse a Tornaegyesület (1867–1914) volt. Ezt később az intézményenként létrehozott sportkörök váltották fel.
A 20. század elején országszerte igen népszerűvé vált a cserkészmozgalom. A tanítóképző intézet cserkészcsapata 1923-ban, a polgári iskoláé 1929-ben alakult meg. A gimnázium 172. számú Erő Cserkészcsapata 1921–1948 között működött. A 150-200 cserkész és 60-80 kiscserkész vízi, utász, kerékpáros és híradós őrsökbe tömörült. Igyekeztek jelszavukhoz méltóan élni, hűek maradni Istenhez, egyházhoz, hazához. Az 1933-as gödöllői cserkész-világtalálkozón (jamboree) 133 debreceni gimnazista vett részt. 1937-től a Mátrában sítáborokat, 1939-től a visszacsatolt felvidéki és erdélyi területeken nyári nagytáborokat szervezett a gimnáziumi cserkészcsapat.
A 172. számú Erő Cserkészcsapat a Kollégium egységes cserkészcsapataként 1990-ben alakult újjá. Néhány évig aktívan működött, mára azonban gyakorlatilag elhalt.

## A debreceni diák egy napja kétszáz évvel ezelőtt
A debreceni diákok életében a 19. század közepe táján igen lényeges változás következett be. A régi diákvilág „romantikája” ekkor kezdett eltűnni részben a társadalmi környezet gyors változása, részben az osztrák tanügyi reform következtében. Lassan kialakult az iskolának az a rendje, amelyet akár az ott tanuló nagyszülők, szülők elmeséléséből vagy akár a Légy jó mindhalálig című Móricz-regényből ismerhetünk. A régi diákvilágnak azonban volt egy szigorú rendje, de ugyanakkor egy hangulata is. Ennek a Csokonai korabeli diákvilágnak a napja hajnali 3 órakor kezdődött és este 9 órakor ért véget. A diákok napja részletesebben alább olvasható:
Hajnali három óra. A Kollégium délnyugati sarkán, a bejárati kapu fölött magasodó őrtoronyban a vigyázó diák megkondította a kisebbik harangot. Ezzel jelezte napközben a tanórák és a szünetek kezdetét is. Ugyanott van egy másik harang is, jóval nagyobb az előbbinél, amelyet még az idősebb Rákóczi György erdélyi fejedelem adományozott az iskolának 1624-ben, Ez akkor történt, amikor a nagy tekintélyű főúr a váradi egyetemes zsinaton a Kollégiumnak nyújtott jótéteményei fejében elrendelte, hogy a debreceni akadémikus diákok tógát viseljenek. Ez a nagyobbik harang különben ritkán szólalt meg, kizárólag tűz vagy egyéb veszedelem esetén használták. A vigyázó ugyanis a tüzet is kémlelte, s ha felütötte fejét valahol a városban a „veres kakas”, riasztotta a mindig készenlétben álló tűzoltó diákokat, akik gerundiummal, vízipuskával, vödrökkel, horgokkal fölszerelve vágtattak a füst irányába. Ilyenkor minden más mellékes volt, még a tanóra vagy az istentisztelet sem tarthatta vissza őket, hiszen a városnak nem volt saját tűzoltó testülete.
A kisharang szavára először az ökonómus, a gazda-diák szökkent talpra. Szobája a bejárat mellett volt a földszinten. Miután belebújt földig érő fekete dolmányába, amelynek végig kellett gombolnia 32 fehér sújtását, magára kanyarította a zöld posztószűrt is és lábára húzta fekete bőrcsizmáját. Ez utóbbiban már szolgadiákja is igyekezett segíteni neki. Öltözés után az ökonómus először felment a széniorhoz, akinek a szobája az első emeleten volt, a bejárat fölött. Átvette tőle a kapu kulcsát, amelyet este kilenckor adott le, miután bezárta a Kollégium vaskapuját. Ezután a kapuhoz sietett, ahol néhányan már türelmetlenül vártak a bebocsátásra. Előbb azonban még az éjszakai őrködéssel megbízott két vigil jelentését hallgatta meg a szolgálatuk alatt tapasztaltakról. Csak ezután következett a várakozók bebocsátása. Bebocsátáskor fel kellett mutatniuk igazoló könyvecskéjüket, amely jelezte, merre jártak. Többnyire az iskola érdekében voltak távol: alamizsnát gyűjtöttek, legációban jártak, esetleg szülőfalujukban akadt valamilyen ügyes-bajos dolguk. De ha volt közöttük olyan, aki netán engedély nélkül töltötte a Kollégium falain kívül az éjszakát, azt az ökonómus az egyik vigillel a széniorhoz kísértette. Ezeknek a diákoknak a fegyelmi ügyét a sedes legközelebbi ülésén tárgyalták meg. Attól függően, hogy mennyire súlyos volt a mulasztás, az érintett eleshetett az addigi támogatásoktól, megvesszőzhették, karcerbe zárhatták. A karcer nem messze a kaputól volt, a földszinten, a torony mögötti sarokban. Igen súlyos esetben a renitens diákot akár ki is csaphatták. Erre leginkább akkor került sor, ha a vétkes korábban már büntetve volt.
Miközben az ökonómus a jövevényeket ellenőrizte, megérkezett a két janitor, és miután leváltottak az éjjeli őröket, elfoglalták helyüket a kapu melletti fülkében. Napközben ők ellenőrizték a ki- és belépőket, mivel fényes nappal is csak engedéllyel lehetett áthaladni. Nők és hatósági személyek egyáltalán nem mehettek be, ez utóbbiak sértették volna az iskola ősi kiváltságát. Az éjféltől őrködő vigilek közben pihenni tértek (akkor váltották le másik két társukat, akik este kilenctől, a takarodótól strázsáltak a bejáratnál).
Miután a gazda elvégezte dolgát a kapu körül, a mellé szegődött apparitorral végigjárta a három oldalszárny emeleti részén elhelyezkedő hálókamrákat, melyeket a diáknyelv latinosan palatiának, azaz palotának nevezett. Mire végeztek a közel 40 szobával, eltelt akár egy egész óra is. Általában véve szép rend fogadta őket: a szoba kiseperve, az ágyak bevetve, a vaskályhákban legtöbb helyen már pattogott a tűz. A diákok faggyúgyertya világánál olvasták a Szentírást, csendben imádkoztak, a napi leckét ismételgették, de néhányan már falatoztak is. Ha valahol mégis rendetlenség fogadta a vizitálókat, a mulasztók neve mellé rovás került az apparitorlécen. Ezek az ügyek is a sedes elé kerültek rövid időn belül.
Reggel hat órakor újra megkondult a kisebbik harang. Kezdődött a tanítás, amely egészen tizenegyig tartott. Ezt az időt egy-egy órára szünetek szakították meg. Az első szünetben, hét órakor templomba vonult az ifjúság. A rendre a janitorok ügyeltek, korbáccsal a kezükben. Ritkán kellett odacsapniuk egy-egy renitens kisdiáknak, hiszen e veszedelmes szerszámnak önmagában is elrettentő hatása volt. A további szünetekben a kisdiákok a magántanítók vezetésével nyolcfős csoportokban ismételték azt az anyagot, amelyet előző órán az osztálytanítónál tanultak. A préceptorok maguk is diákok voltak még, idősebb tógátusok, akiknek a rájuk bízottak pénzzel, étellel, kenyérrel vagy egyéb szolgálattal fizettek. A tógátusok a professzorok előadásait látogatták, amelyeket a nagy tekintélyű tudósok a két előadóteremben felváltva tartottak. Az előadótermek a földszinten voltak, a kaputól jobbra. Ide a préceptorok is gyorsan átjuthattak, hiszen a kisebb diákok is ugyanezen a szinten tanultak a hátsó traktusokban. A népesebb előadásokra az auditórium maximumban került sor, a többire a kis előadóban, az auditorium minimumban. A prelekciók, azaz előadások rendje úgy volt összeállítva, hogy azok ne ütközzenek a préceptori órákkal.
Délfelé megélénkült az élet a Kollégium udvarán. A diákok sorban álltak a kenyeret osztó panitor szobája előtt. Mindenki egy jókora cipót kapott naponta. Ezt a Kollégium maga süttette saját lisztjéből. A kisdiáknak gyakran a brúgó volt az egész napi élelme. Persze a legtöbb diáknak adódott még mellé valami. A tehetősebbek háznál főzettek maguknak, s az ételt a coqus, az ételesdiák hozta el nekik dél tájban. Szolgálata fejében általában neki is maradt valami a fazék alján. Mások sorkoszton éltek tehetős, jólelkű debreceni asszonyságok jóvoltából. Volt, aki a sorkosztot a jótevő asztalánál fogyasztotta el, mások elhozatták az ételt a szolgadiákjukkal. A Kollégiumban étkezők a tantermekben költötték el ebédjüket, miután a lotor megterített. Egy asztalnál heten ültek, a szedés rendje a hét napjai szerint változott. A maradék a lotoré volt, aki ebéd után el is mosogatott.
Megint mások a város piacán szerezték be ebédjüket. A Kollégiumban kapott napi cipót ilyenkor a diák kettévágta, belét megette, s egy-két fillér ellenében valamelyik kofa tejfölt vagy vetrecét (sűrű, savanyú leves) mér öblösebbik felébe. Ehhez az ebédhez nem volt szükség evőeszközre sem, sőt még a mosogatást is meg lehetett vele spórolni; az éhes gyomorban az utolsó morzsáig minden eltűnt.
A debreceni diák alkalmilag is hozzájuthatott olykor egy-egy jobb falathoz. Miután a kémleléssel megbízott explorátor felkutatta, hol lesz esküvő, keresztelő, névnap vagy más egyéb jeles alkalom a városban, a Kollégium énekes diákjai kántálással köszöntötték
az ünneplőket. Ezekért az alkalmi szolgálatokért is járt némi alamizsna.
Délután kettő és hat között újra tanítás volt a Kollégiumban, kivéve a pénteki napot, amikor a tanórán kívüli tevékenységek művelésére nyílt lehetőség. Ilyenkor tartotta ülését az iskolai törvényszék, a sedes; a Kántus tagjai gyakorolták az összhangzatos éneklést; az önképzőkörök versírásra, szónoklásra, szavalásra serkentették tagjaikat; a tűzoltó diákok pedig testedző gyakorlatokat tartottak. Mindenki komolyan dolgozott tehát ilyenkor is, egyedül a Kollégium kisdiákjai labdáztak, fogócskáztak önfeledten az iskola sivár udvarán.
Este hét óra. A kisebbik harang hangjára a nagy hallgatóteremben esti könyörgésre, precesre gyülekezik a diákság. Az egyszerű szertartást a kántor, a lector és az imádkozó diák vezette. Éneklés után a lector felolvasta a Szentírásból a napi igeszakaszt, majd a preco imádkozni kezdett. Amit mondott, évszázadok örökítették a kollégiumi diákságra:
Mi reménységünknek Istene! Hálaadással magasztalnak a mi lelkeink Tégedet, hogy eleitől fogván a tudatlan emberi nemzetet a mennyei bölcsességre oktattad, és hogy minket a mi szüleink, mint valami Sámueleket, Tenéked szentelnének, arra indítottad; a mi homályos elméinket istenfélő tudós tanítók által a Te ismeretedre juttattad; több keresztyén iskolákkal együtt e mi keresztyén iskolánkat megoltalmaztad, ebben mind tudományunkat, mind pedig testünk táplálására való javainkat bőségesen kiszolgáltattad...
Súlyos, nehéz gondolatok után az imádság így zárult:
Ez éjszakában és életünk minden napjaiban atyai szent kezedbe ajánljuk egészen magunkat. Bírjad azért és igazgassad minden dolgainkat; adjad, hogy igaz hitben érhessük el koporsóinkat. Így cselekedjél mivelünk és a te egész Izráeleddel. Ámen.
A záró ének után a diákság hálókamráiba vonult. A gyertya fényénél még egy ideig rendezgették dolgaikat: levelet írtak vagy olvasgattak. Kilenc órakor az apparitor jelzésére mindenki nyugovóra tért. Az ökonómus bezárta a kaput, majd a hatalmas kulcsot fölvitte a szénior szobájába. A janitorok átadták helyüket a két vigilnek. Az ablakokban kialudt a gyertyák fénye, s csend nehezedett az öreg falakra.